# Новосеменовка (Гафурійський район)
Новосеме́новка (рос. Новосемёновка, башк. Яңы Семёновка) — присілок у складі Гафурійського району Башкортостану, Росія. Входить до складу Ташлинської сільської ради.
Населення — 14 осіб (2010; 3 в 2002).
Національний склад:
- росіяни — 100%